# Eutrichogramma elongatum
Eutrichogramma elongatum is een vliesvleugelig insect uit de familie Trichogrammatidae. De wetenschappelijke naam is voor het eerst geldig gepubliceerd in 1981 door Lin.